# Trichomycterus borellii
Trichomycterus borellii är en fiskart som beskrevs av Boulenger, 1897. Trichomycterus borellii ingår i släktet Trichomycterus och familjen Trichomycteridae. Inga underarter finns listade i Catalogue of Life.